# Naftilaminopropano
pmid17408232
El naftilaminopropano (1-naftil-2-aminopropana, abrieviado PAL-287) es un fármaco experimental bajo investigación a partir de 2007 en el aboradaje y manejo de la adicción al alcohol y estimulantes. Es un ligando preferencial de receptores 5-HT.

## Inhibición de serotonina
El 1-naftil-2-aminopropano se une de manera preferencial sobre receptores de serotonina el cual, comparado con los efectos locomotores e hipofágicos de ciertas anfetaminas, incluyendo el PAL-353 y PAL-313 ejercen efectos similares sobre la supresión del apetito a pesar de las diferencias en la actividad locomotora. Los datos de comportamiento de las ratas sugieren que el aumento de las propiedades liberadoras de 5-HT de los análogos de la anfetamina pueden disminuir las acciones estimulantes motoras sin alterar los efectos terapéuticos potenciales, como la supresión del apetito. En monos ardilla, el PAL-353 y la anfetamina aumentan notablemente las tasas de respuesta en un procedimiento de terminación de estímulo, mientras que PAL-287 y el liberador de serotonina fenfluramina no lo hacen. En monos rhesus, el orden de potencia para producir una respuesta adecuada a la cocaína en un ensayo de discriminación de drogas es PAL-353 > PAL-314 > PAL-287 > fenfluramina.

## Autoadministración
La variante naftilisopropilamina actúa como un agente liberador no neurotóxico de serotonina, noradrenalina y dopamina, con valores de EC50 de 3,4 nM, 11,1 nM y 12,6 nM, respectivamente. También tiene afinidad por los receptores 5-HT2A, 5-HT2B y 5-HT2C (valores de CE 50 = 466 nM, 40 nM y 2,3 nM, respectivamente), y actúa como un agonista completo en 5-HT2B y como agonista parcial en 5-HT2C, mientras que su afinidad por 5-HT2A es probablemente demasiado baja para ser de importancia.
Una observación importante es que en los estudios de comportamiento, los roedores se autoadministrarían constantemente agentes liberadores selectivos de norepinefrina y dopamina, como la d-anfetamina, pero los compuestos que también liberan serotonina, como la naftilisopropilamina, no se autoadministrarían. Además de los efectos (agudos) de las drogas sobre la autoadministración, toda la evidencia disponible sugiere que la activación locomotora causada por la mayoría de los liberadores de dopamina también se amortigua cuando las drogas también causan liberación serotoninérgica. De hecho, PAL-287 no provoca ninguna activación locomotora (aunque es cierto que las pruebas se realizaron solo después de una dosificación aguda).

### Cocaína
En estudios con animales, se demostró que la naftilisopropilamina es uno de los liberadores de monoaminas que reduce la autoadministración de cocaína, aislando las cualidades deseables de la estimulación de dopamina mientras eliminan los efectos estimulantes de refuerzo. Pero la naftilisopropilamina produce efectos estimulantes relativamente débiles cuando se administra sola, siendo mucho menos estimulante en comparación a la d-anfetamina. Se contiúa investigando en primates en busca de evidencias de un sustituto útil para tratar la adicción a las drogas en humanos.

## Efectos adversos
La alta afinidad de PAL-287 por los receptores 5-HT2C indica que funciona como un anorectante confiable y se estaba considerando para esta indicación (es decir, pérdida de peso). Sin embargo, en última instancia, surgieron algunas preocupaciones sobre la afinidad de los compuestos por los receptores 5HT2B, ya que algunos de los efectos secundarios más graves del fenfluramina, un fármaco para perder peso que libera serotonina, estaban relacionados con la activación de este receptor. Aparentemente, será necesario realizar más investigaciones para evaluar si PAL-287 provoca la activación de los receptores 5HT 2A y 5HT 2B in vivo. Sin embargo, según los autores, incluso el fármaco MDMA, relativamente seguro, provoca enfermedades cardíacas, y la incidencia de la fenfluramina que se informó no fue tan grande, a pesar de que la evidencia presentada era indiscutible. Por lo tanto, es relativamente más probable que cualquiera de los efectos secundarios más graves del uso de PAL-287 solo ocurra en casos de sobredosis, y no cuando se usa una cantidad clínicamente responsable del medicamento.